# Kućna pravila (1999.)
Kućna pravila (eng. The Cider House Rules) je američka drama iz 1999. godine koju je režirao Lasse Hallström, a koja je temeljena na istoimenom romanu autora Johna Irvinga. Film je osvojio dvije prestižne nagrade Oscar te bio nominiran u kategoriji najboljeg filma godine uz još četiri druge nominacije. John Irving dokumentirao je svoje sudjelovanje u procesu adaptacije njegove knjige u film u svojoj knjizi My Movie Business.
John Irving osvojio je nagradu Oscar za najbolji adaptirani scenarij, a Michael Caine je osvojio svog drugog Oscara za najboljeg sporednog glumca (prvog je osvojio 1986. godine za film Hannah i njezine sestre). 

## Radnja
Homer Wells (Tobey Maguire), siroče, glavni je protagonist filma. Odrastao je u sirotištu kojeg vodi dr. Wilbur Larch (Michael Caine) nakon što su ga u dva navrata vratili posvojitelji. Njegovi prvi posvojitelji smatrali su da je dječak previše tih, a drugi su ga tukli. Dr. Larch je ovisan o eteru, a potajice obavlja abortuse. Larch uskoro započne učiti Homera porođajima i abortusima unatoč tome što Homer nikad nije pohađao srednju školu.
Ipak, Homer ubrzo odlučuje napustiti sirotište s Candy Kendall (Charlize Theron) i njezinim dečkom Wallyjem Worthingtonom (Paul Rudd), mladim parom koji rade u obiteljskom voćnjaku jabuka. Došli su u kliniku obaviti pobačaj nakon čega Wally odlazi u Drugi svjetski rat. Dok se on nalazi na ratištu, Homer i Candy doživljavaju ljubavnu aferu. Kasnije saznaju da je Wallyjev zrakoplov srušen, a on se kući vraća paraliziran od struka nadolje zbog čega Candy odlučuje brinuti se za njega i ostavlja Homera.
Za vrijeme odsustva iz sirotišta, Homer živi na imanju Worthingtonovih. Odlazi na posao i bere jabuke s ekipom Arthura Rosea (Delroy Lindo). Arthur i njegov tim su zapravo radnici-putnici, sezonski zaposlenici u voćnjaku Worthingtonovih. Gospodin Rose učestalo siluje i ostavlja trudnom svoju vlastitu kćerku (Erykah Badu), a Homer - inače protivnik pobačaja - shvaća da u Roseinom slučaju mora obaviti abortus. Kasnije, nakon što Arthur ponovno poželi silovati svoju kćerku, ona ga ubada nožem, a kao posljednju želju umirući Arthur kaže ostalim zaposlenicima da policiji kažu da je u pitanju samoubojstvo. Na kraju se Homer odlučuje vratiti u sirotište nakon što sazna za smrt doktora Larcha od prekomjerne doze etera te tamo započne raditi kao novi voditelj.
Pred kraj filma Homer saznaje da je Larch lažirao Homerove medicinske rezultate kako bi ga oslobodio odlaska u rat, a kasnije napravio lažne akreditacije za Homera kako bi nagovorio odbor koji nadgleda sirotište da ga oni postave za glavnog voditelja. Na kraju Homer pristaje preuzeti roditeljsku ulogu koju je Larch ranije imao za svu djecu u sirotištu. 

## Glumačka postava
- Tobey Maguire kao Homer Wells
- Michael Caine kao Dr. Wilbur Larch
- Charlize Theron kao Candy Kendall
- Paul Rudd kao poručnik Wally Worthington
- Delroy Lindo kao Arthur Rose
- Erykah Badu kao Rose Rose
- Heavy D kao Peaches
- Kieran Culkin kao Buster
- Jane Alexander kao sestra Edna
- Kathy Baker kao sestra Angela
- Kate Nelligan kao Olive Worthington
- Paz de la Huerta kao Mary Agnes
- J.K. Simmons kao Ray Kendall
- Evan Parke kao Jack
- Jimmy Flynn kao Vernon
- Erik Per Sullivan kao Fuzzy S.
- Skye McCole Bartusiak kao Hazel

## Kritike
Film Kućna pravila uglavnom je dobio pozitivne ocjene filmskih kritičara. Roger Ebert iz Chicago Sun-Timesa dao mu je tek dvije zvjezdice, istaknuvši: "Priča se dodiruje mnogih tema, poigrava se s nekima od njih, ide dalje, ali ne dolazi na nikakvo odredište." Za razliku od njega, Leonard Maltin mu je dao rijetke četiri zvjezdice. Na popularnoj Internet stranici Rotten Tomatoes film ima 72% pozitivnih ocjena. 

## Različitosti od romana
Zbog vremenskog ograničenja u filmu nisu sadržani mnogi dijelovi romana, uključujući i likove Melony (još jedno siroče) i Angel (tajno dijete Candy i Homera) koji su bili jedni od glavnih likova u knjizi. John Irving, koji je adaptirao vlastiti roman u scenarij, izjavio je da se odlučio na te promjene zbog toga što je radije želio izbaciti podzaplete i likove nego im dati adaptaciju nevrijednu njihove važnosti. 

## Nagrade i nominacije

### Oscar
Film Kućna pravila nominiran je u sedam kategorija za prestižnu filmsku nagradu Oscar, a osvojio je dvije nagrade:
- Najbolji sporedni glumac (Michael Caine)
- Najbolji scenarij (John Irving)
- Najbolji film
- Najbolji redatelj (Lasse Hallström)
- Najbolja montaža (Lisa Zeno Churgin)
- Najbolja scenografija (David Gropman i Beth A. Rubino)
- Najbolja originalna glazba (Rachel Portman)

### Zlatni globus
Film Kućna pravila nominiran je u dvije kategorije za filmsku nagradu Zlatni globus:
- Najbolji sporedni glumac - Michael Caine
- Najbolji scenarij - John Irving

## Vanjske poveznice
- Kućna pravila u internetskoj bazi filmova IMDb-a
- Kućna pravila na Box Office Mojo
- Kućna pravila na Rotten Tomatoes